# Son Doong
Sơn Đoòng je jeskyně v národním parku Phong Nha-Ke Bang v provincii Quang Binh ve středním Vietnamu. Jeskyně se nachází 50 km severně od hlavního města provincie Dong Hoi a zhruba 450 km jižně od vietnamské metropole Hanoje. Byla objevena místním mužem a oznámena britskou skupinou v roce 2009. Britští průzkumníci prohlásili, že se jedná o největší jeskyni na světě.

## Historie
Jeskyni objevil v roce 1991 místní obyvatel jménem Hồ-Khanh. Jeskyně, nazvaná Hang Son Doong, tj. "Jeskyně horské řeky", byla však podrobněji popsána až po téměř dvaceti letech, kdy ji v roce 2009 prozkoumala expedice Britské speleologické společnosti, vedená Howardem a Debem Limbertem. Průzkum byl značně komplikovaný, přičemž největší překážkou byl prudký tok podzemní řeky. Britští speleologové nakonec pronikli až do podzemních prostor neuvěřitelných rozměrů - šířka největší jeskyně byla 150 metrů, výška 200 metrů a délka více než 5 kilometrů. Jeskyně Son Doong těmito rozměry více než dvojnásobně překonala dosavadní světový rekord Jelení jeskyně (anglicky Deer Cave, malajsky Gua Rusa), která se nachází poblíž města Miri v malajském státě Sarawak na ostrově Borneo.

## Podzemní džungle
V několika místech se strop podzemního dómu propadl a díky přístupu denního světla a přiměřené vlhkosti se lze v určitých partiích jeskyně Son Dong setkat s vegetací, odpovídající tropické džungli v okolní krajině.

## Galerie

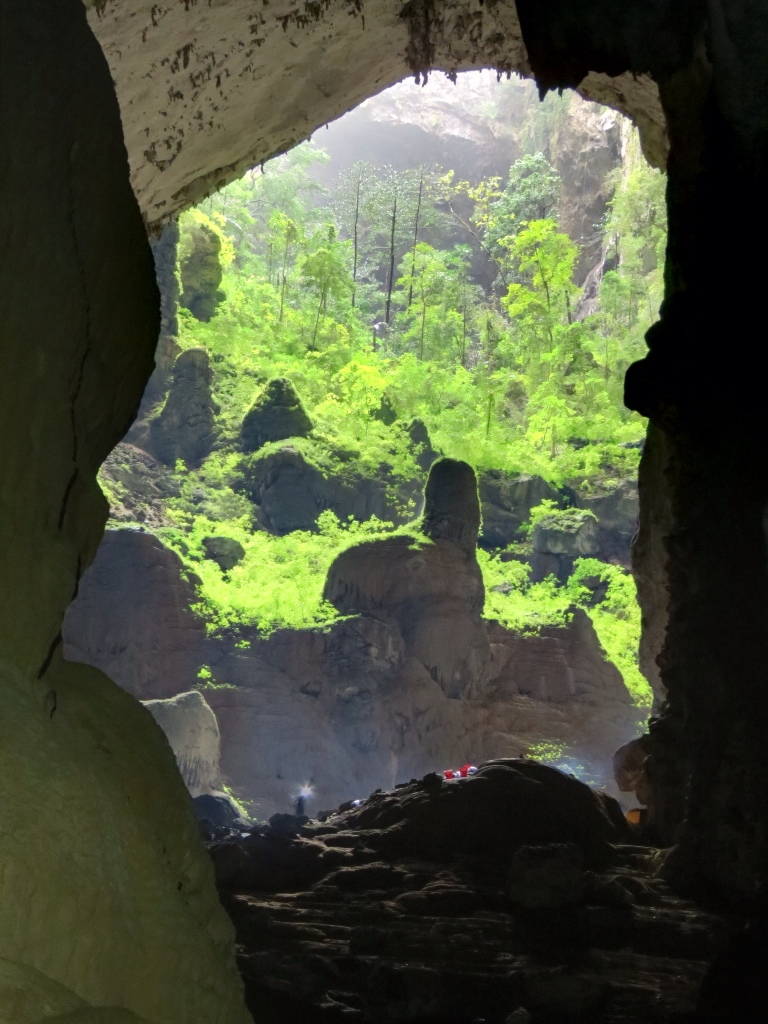
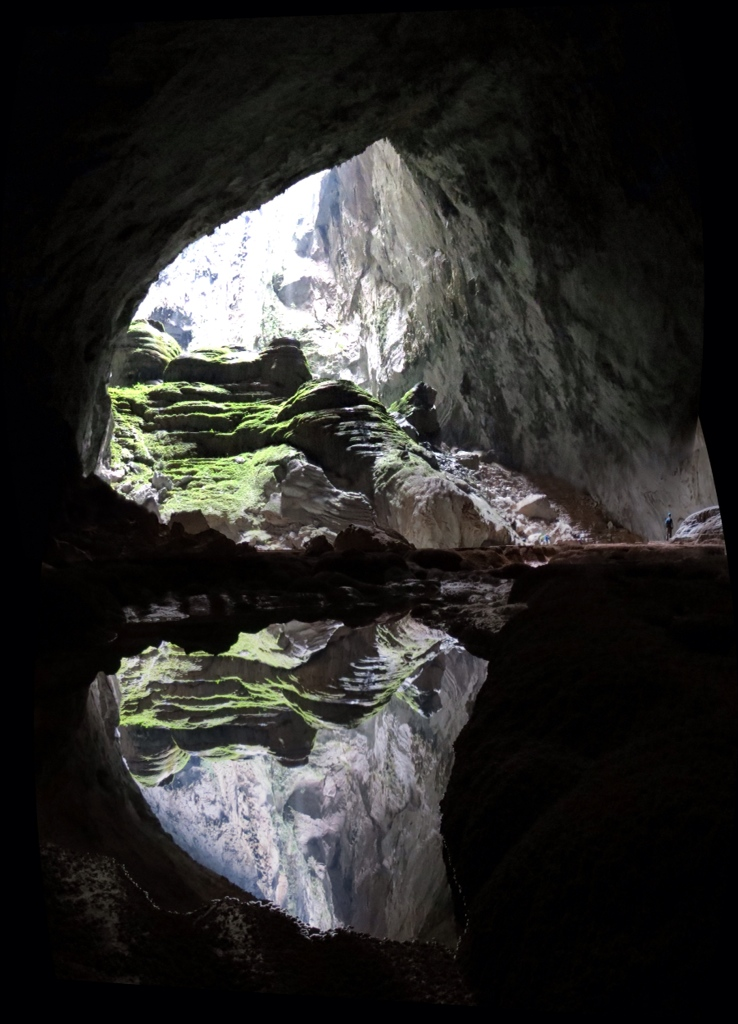
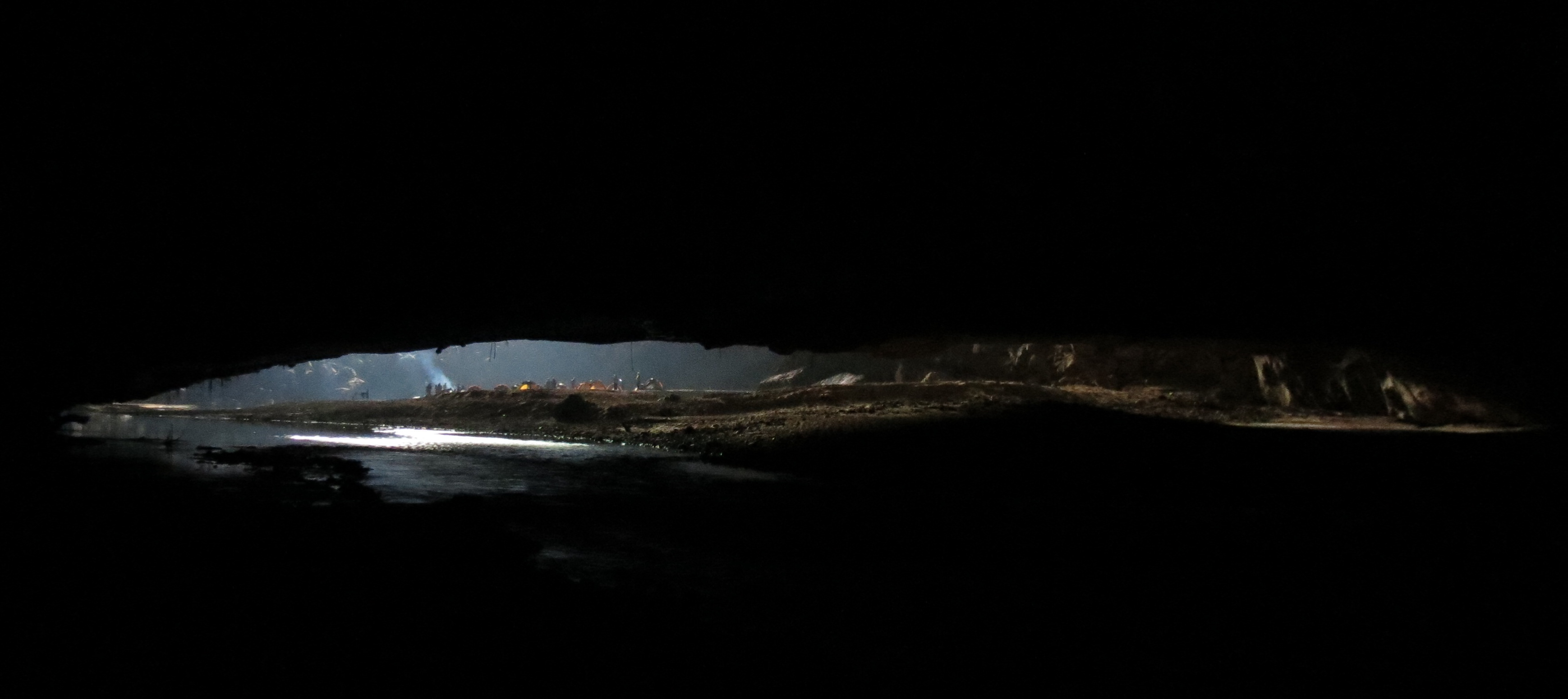